# Chi to hone
Consumido pelo Ódio (em japonês: 血と骨; Chi to hone, literalmente "Sangue e osso") é um filme japonês de 2004, do gênero drama, dirigido por Yoichi Sai. Estreou no dia 6 de novembro de 2004.
O roteiro é baseado em romance homônimo de Sogil Yan.

## Sinopse
Shunpei Kim é um coreano pobre que imigra para Osaka, no Japão. Enfrenta as maiores dificuldades de sobrevivência, mas, finalmente, consegue ganhar a vida vendendo bolinhos de peixe. Os anos passam e ele torna-se um rico e poderoso homem de negócios e agiota. Casa-se com uma viúva, Harumi, mãe de uma filha, e tem outros filhos com ela. Entretanto, o sucesso financeiro parece tornar Shunpei cada vez pior. Bêbado, ele bate na mulher e nos filhos, destrói os objetos dentro de casa. Seu caráter violento não conhece limites nem teme qualquer opositor. Até que um dia um filho, fruto de uma ligação extraconjugal, aparece de repente e exige uma compensação pelos anos de abandono.

## Elenco
- Takeshi Kitano - Joon-pyong Kim
- Hirofumi Arai - Masao Kim
- Tomoko Tabata - Hanako Kim
- Joe Odagiri - Takeshi Park
- Kyoka Suzuki - Yong-hee Lee
- Yutaka Matsushige - Nobuyoshi Ko
- Mari Hamada - Sadako Toritani
- Yûko Nakamura - Kiyoko Yamanashi
- Kazuki Kitamura - Yoshio Motoyama
- Shuuji Kashiwabara - San-myung Jang
- Susumu Terajima - Hee-bom Park
- Atsushi Ito -  Yong-il / Young Joon-pyong
- Miako Tadano - Chun-mi Kim
- Mami Nakamura - Sanae Otani